# マータレー
マータレー（シンハラ語: මාතලේ、タミル語: மாத்தளை、英語: Matale）は、スリランカの中部州マータレー県の都市である。スリランカ最大の都市コロンボから北東に142km、古都キャンディから北に26kmの距離に位置する。マータレー県の県都である。

## 概要
都市の周囲はナックル山脈の麓に位置している。この山脈はマータレーでも特別なランドマークである。マータレーの主要産業は農業で、紅茶、ゴム、野菜にスパイスの農地がこの地域を支配している。
都市の北に位置するアルヴィハーラ寺院は、パーリ語経典が最初に文字で書かれた歴史的な場所である。この経典はヤシの葉から作られた紙に書かれた。
マータレーは1848年にはイギリスの植民地支配に対する反乱の舞台となった。この反乱では、マータレーに存在したイギリス軍の駐屯地マクドウェル要塞がWeera Puran AppuとGongalegoda Banda率いる反乱軍に包囲された。二人は国家の英雄とされている。

## 写真

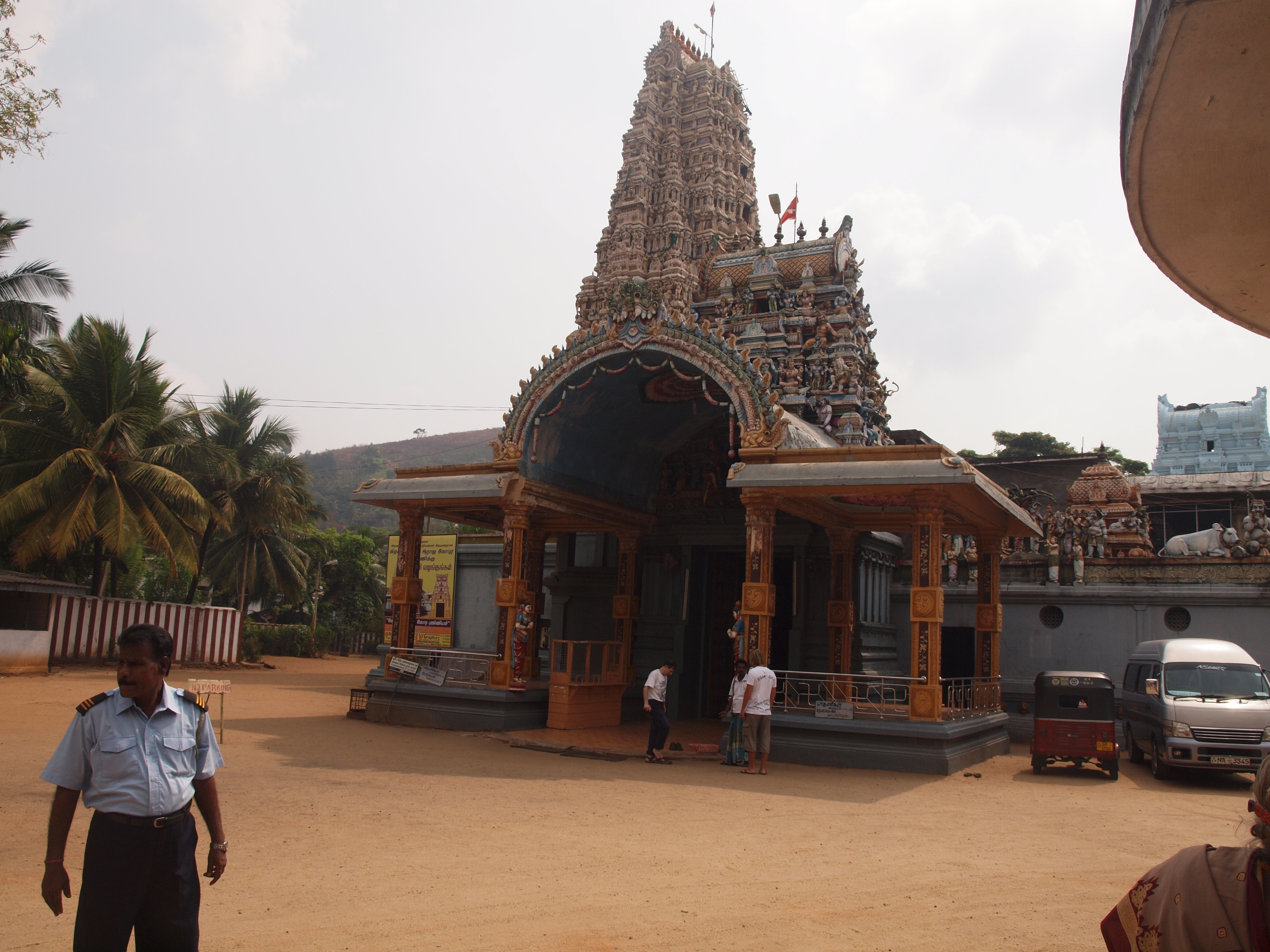
ヒンドゥー寺院
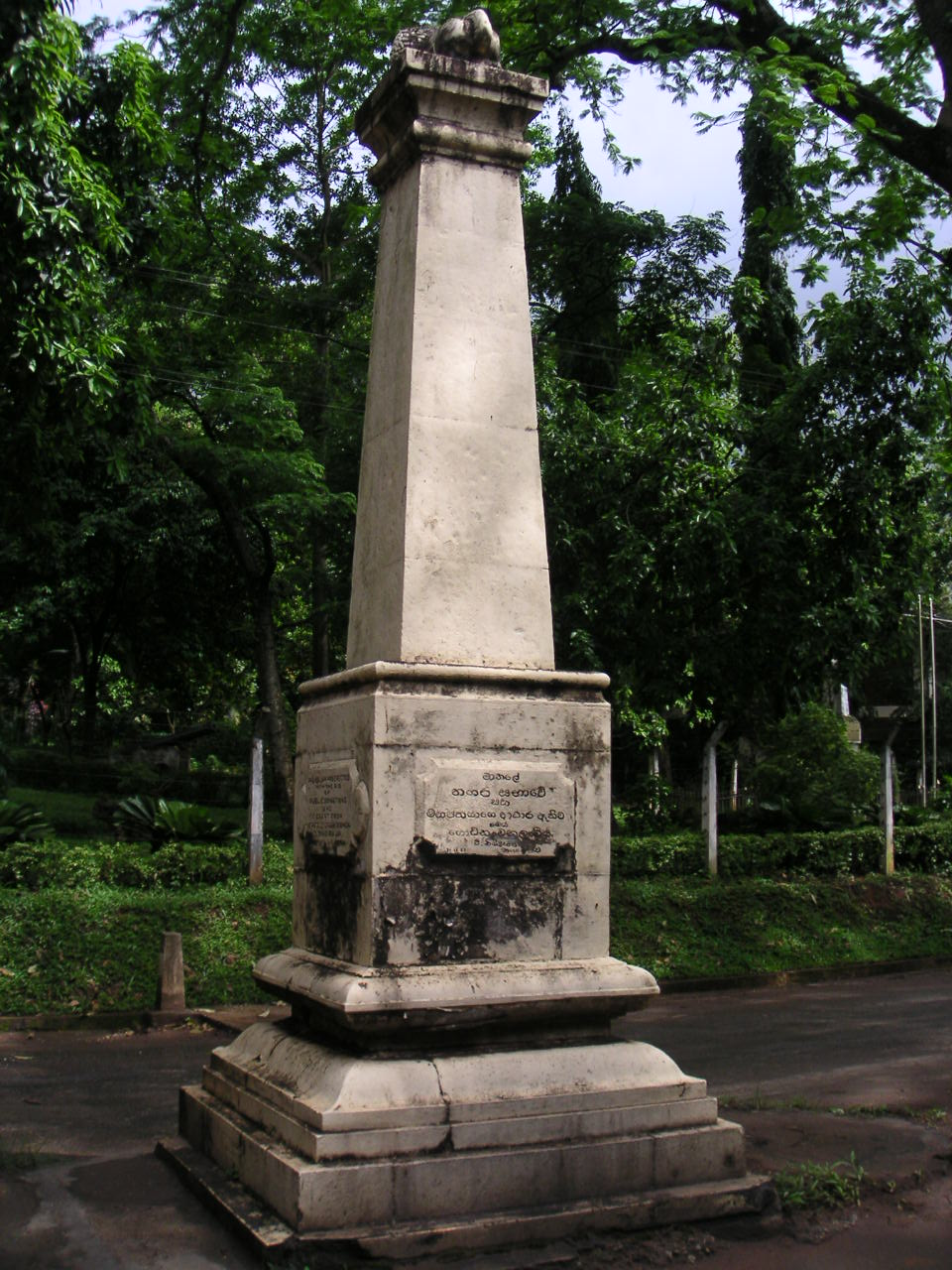
1848年の反乱の記念碑